# Connirae Andreas
Connirae Andreas is een Amerikaanse schrijfster op het gebied van Neuro-Linguïstisch Programmeren (NLP).
Connirae Andreas werkt nauw samen met haar man Steve Andreas sinds 1977 en heeft verschillende boeken gepubliceerd over NLP. Het stel is het best bekend vanwege transcripties van verschillende vroege NLP-seminars die zij van aantekeningen hebben voorzien. In 1979 vestigde het paar Andreas NLP in Colorado, nu onder de naam NLP Comprehensive, om trainingen te organiseren. Later, in 1998, verplaatsten ze zich naar de NLP Institute of California van Tom Dotz.
Connirae Andreas studeerde aan de Danforth Campus van de Universiteit van Washington; niet bekend is of ze daar ook afstudeerde. Ze draagt wel de PhD titel. Andreas is het meest bekend van haar baanbrekende werk op het gebied van Kerntransformatie (Core Transformation) en andere gebieden zoals verhoogde taalpatronen, tijdslijnen, rouwverwerking en schaamte.
Ze schreef boeken met haar dochter Tamara Andreas, haar man Steve Andreas en bewerker van verschillende boeken van de oprichters van NLP, Richard Bandler en John Grinder.
Haar man Steve Andreas richtte de kleine uitgeverij Real People Press op die het stel nog steeds in hun bezit hebben, met boeken over psychologie en persoonlijke verandering.